# 布里永 (约讷省)
布里永（法語：Brion，法語發音：[bʁijɔ̃] ⓘ）是法国勃艮第-弗朗什-孔泰大区约讷省的一个市镇，属于欧塞尔区。

## 地理
布里永（47°59'45"N, 3°28'50"E）面积16.5 平方千米，位于法国勃艮第-弗朗什-孔泰大區约讷省，该省份为法国中北部内陆省份，西接卢瓦雷省，西北接塞纳-马恩省，南至涅夫勒省，东临科多尔省，东北与奥布省接壤。
与布里永接壤的市镇（或旧市镇、城区）包括：奥特地区比西、洛兹、茹瓦尼、拉罗什-圣西德鲁瓦纳、米热讷。

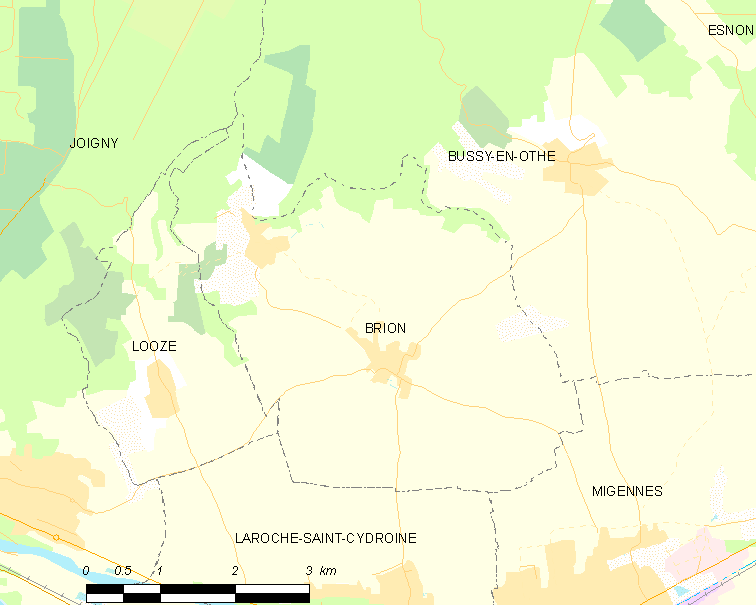
的OSM定位图

布里永的时区为UTC+01:00、UTC+02:00（夏令时）。

## 行政
布里永的邮政编码为89400，INSEE市镇编码为89056。

## 政治
布里永所属的省级选区为米热讷县。

## 人口

1962-2008年间人口变化图示

布里永于2022年1月1日时的人口数量为614人。